# أوكتافيو باريديس لوبيز
أوكتافيو باريديس لوبيز (بالإسبانية: Octavio Paredes López)‏ هو عالم كيمياء حيوية مكسيكي، ولد في 1946.